# Legião Branca (Zaire)
A Legião Branca foi uma unidade mercenária recrutada pelo Zaire durante a Primeira Guerra do Congo (1996-1997) e empregada para apoiar as forças armadas zairenses sob o Presidente Mobutu Sese Seko. Este grupo de várias centenas de homens, principalmente da antiga Iugoslávia, recebeu a tarefa de defender a cidade de Kisangani e treinar as tropas zairenses. Este esforço foi em grande parte malsucedido e em meados de março de 1997 os mercenários deixaram o país.
A Legião Branca foi composta por cerca de trinta mercenários franceses e cem mercenários sérvios (ainsi qu'un petit nombre de russes et ukrainiens) e falhou deter a investida dos rebeldes da Aliança das Forças Democráticas para a Libertação do Congo e seus aliados ruandeses.